# The Player：无人可信
《：無人可信》，為泰國GMM 25與Viu於2021年12月20日起播出的泰國電視劇，由提娜麗·維拉瓦諾丹（Namtan）、娜米妲·吉勒娜拉帕（Jane）、韋阿·森恩（Joss）、鄭壹飛（Foei）、帕查娜·塔布彤（Kapook）、吉拉迪·塔瓦翁（Mek）聯合主演。
此劇由GMMTV與Trasher Bangkok製作公司合作拍攝，在2020年12月GMMTV的「The New Decade Begins」新戲發布會上公開先導預告片。其後，此劇於2021年12月在GMM 25電視台及Viu首播，2022年2月終映。

## 劇情簡介
看似完美的上流社會裡，一群富人及為了名利、財富和愛情而開始一場致命遊戲。後來發生一起可疑的謀殺事故，每個人都有自己的秘密，複雜的人物關係令案件撲向迷離。

## 演員陣容
註：括號內的演員或角色姓名為小名或中文名（如有）。

### 主要演員
- 提娜麗·維拉瓦諾丹（Namtan） 飾演 Giwalin Theerachaichan（Giwi）

Tim的继姐，Tantai的养女。性格冷血，且唯利是圖，為一位擁有極高知名度的豪門貴婦，坦蕩開放，為了想得到Pitch，而以Tim與Tim生母的房子為賭注，指示Tim介入Pitch與Eve之間的關係。
- 娜米妲·吉勒娜拉帕（Jane） 飾演 Aliya Aemmalee（Eve）

Miriam的好友，一名時裝設計師，「All About Eve」奢侈品品牌创立兼拥有者，家世顯赫。
- 韋阿·森恩（Joss） 飾演 Theerapat Theerachaichan（Tim）

Giwi無血緣關係的繼弟。性格開朗的花花公子，與Miriam保持曖昧關係，以接近Eve。
- 鄭壹飛（Foei）飾演 Pitchaya Pitakthammarak（Pitch）

著名政治家祖的未來繼承人，生活的一切皆為母親所控制。 雙性戀，Matt的同性伴侶，與Giwi有著非比尋常的關係。曾向Eve求婚成功。
- 吉拉迪·塔瓦翁（Mek） 飾演 Matt

Pitch的同性伴侶，對Pitch一心一意。
- 帕查娜·塔布彤（Kapook） 飾演 Miriam（Mim）

失蹤案的主人翁。父母雙亡，身世坎坷，為Eve的設計助理兼好友，有著不為人知的野心，與Tin為高中就認識的密友，最後成為其女友。
- 瓦奇拉維·讓維瓦（Chimon）飾演 Dan

快遞員，為了提升母親的生活品質而四處奔波，與上流社會有著秘密的關係。
- 得湾·米弘拉（Tay） 飾演 Tin

負責調查失蹤案兇手的警探，與Miriam為高中就認識的密友，最後成為其男友。

### 其他演員
- 帕莎拉瓦琳·蒂姆庫爾（英语：Patharawarin Timkul）（May） 飾演 Thithapa（Ta），Giwi母親，教導Giwi要以不則手段達到自己的目的。
- 那瓦·蓬樸提岸（White）飾演 Fight

一名警探，與Tin一同共事。
- 塔納本·萬羅西力儂 （Na）飾演 Ton

Miriam的前男友，紈袴子弟，有暴力傾向。
- 德雷克·萊德克（Drake）飾演 Mikey

一名自由性工作者，與女友同居。
- 伊莎拉塞娜·娜阿瑜陀耶（Mummy）飾演 Pin

Mikey的女友。
- 咋基·阿瑪拉（Ton）饰演 Tantai Theerachaichan

一名富商，Tim的生父和Giwi的繼父。在死後留下一大筆財產。
- 素蓬·詹金倫蓬（英语：Supoj Janjareonborn）（Lift）飾演 Prompong（Pong）

Pitch的父親，一名政客，有著不為人知的秘密。
- 瀧蘇達·拉彎普拉瑟（英语：Suangsuda Lawanprasert）（Namfon）飾演 Anchalee

Pitch的母親，操控著丈夫與兒子的大眾形象。
- 芭塔瑪望·高慕加迪（Yui）飾演 Dan的母親

身體不好，對於兒子的工作非常憂心。

## 劇集迴響

### 泰國電視收視率
- 收視最低的集數以藍色表示，收視最高的集數以紅色表示，而空格則表示該集的收視沒有相關數據。

| 集數 No.   | 播放日期       | 播放時段 (UTC+07:00) | 平均收視率 | 來源   |
| ---------- | -------------- | -------------------- | ---------- | ------ |
| 1          | 2021年12月20日 | 星期一 20:30         | 0.097      | [ 5 ]  |
| 2          | 2021年12月21日 | 星期二 20:30         | 0.093      | [ 6 ]  |
| 3          | 2021年12月27日 | 星期一 20:30         | 0.111      | [ 7 ]  |
| 4          | 2021年12月28日 | 星期二 20:30         | 0.1        |        |
| 5          | 2022年1月3日   | 星期一 20:30         | 0.2        |        |
| 6          | 2022年1月4日   | 星期二 20:30         | 0.060      | [ 8 ]  |
| 7          | 2022年1月10日  | 星期一 20:30         | 0.153      | [ 9 ]  |
| 8          | 2022年1月11日  | 星期二 20:30         | 0.161      | [ 10 ] |
| 9          | 2022年1月17日  | 星期一 20:30         | 0.167      | [ 11 ] |
| 10         | 2022年1月18日  | 星期二 20:30         | 0.210      | [ 12 ] |
| 11         | 2022年1月24日  | 星期一 20:30         | 0.139      | [ 13 ] |
| 12         | 2022年1月25日  | 星期二 20:30         | 0.079      | [ 14 ] |
| 13         | 2022年1月31日  | 星期一 20:30         | 0.054      | [ 15 ] |
| 14         | 2022年2月1日   | 星期二 20:30         | 0.128      | [ 15 ] |
| 15         | 2022年2月7日   | 星期一 20:30         | 0.082      | [ 16 ] |
| 16         | 2022年2月8日   | 星期二 20:30         | 0.105      | [ 17 ] |
| 平均收視率 | 平均收視率     | 平均收視率           | 0.121      | 1      |

^1  基於每集的平均觀眾份額。

## 外部連結
- GMM25 官方網站 （页面存档备份，存于）（泰文）
- GMMTV 官方網站（泰文）
- YouTube上的《The Player：無人可信》播放列表
- MyDramaList 劇集介紹及劇評 （页面存档备份，存于）（英文）
- 豆瓣电影上《The Player：无人可信》的資料 （简体中文）